# ديفيد ثاندر
ديفيد ثاندر (بالسويدية: David Theander)‏ (19 مارس 1892 – 18 يوليو 1985) هو سبّاح سويدي راحل، مثّل بلاده في الألعاب الأولمبية الصيفية 1912.

## روابط خارجية
ديفيد ثاندر على موقع أوليمبيديا (الإنجليزية)
- ديفيد ثاندر على موقع اللجنة الأولمبية السويدية (السويدية)